# 比爾·法格巴克
比爾·法格巴克（William Mark "Bill" Fagerbakke，1957年10月4日—）是美國的一位演員、配音演員、製作人、導演、作家。他是海綿寶寶中派大星的配音者。